# Columbus Air Force Base
La Columbus Air Force Base è un aeroporto militare statunitense gestito dalla United States Air Force addetto all'addestramento degli aspiranti piloti americani e situato nello Stato del Mississippi.

## Geografia fisica
La base occupa una superficie di circa 18,2 km² nella contea di Lowndes. Dista circa 14 km dalla città di Columbus e si trova a 16 km dal confine con l'Alabama.

## Società

### Evoluzione demografica
La base risulta essere un census-designated place con una popolazione di 2 060 persone secondo quanto rilevato dal censimento effettuato nel 2000.

## Storia
La Columbus AFB è la sede del 14th Flying Training Wing (14 FTW). Presso la Columbus AFB avviene l'addestramento base di molti dei piloti della USAF e sempre presso la Columbus AFB avviene anche la manutenzione di molti apparecchi in dotazione alla USAF.